# كولين دومينغيز
كولين دومينغيز (بالإنجليزية: Colleen Dominguez)‏ هي صحفية أمريكية، ولدت في 22 ديسمبر 1960 في ساير في الولايات المتحدة.